# Palmeira (Maputo)
Palmeira, cujo nome formal é Nwamantbjana, é uma povoação moçambicana do distrito da Manhiça, província de Maputo, situada na estrada nacional N1, 100 km a norte de Maputo. É a sede do posto administrativo 3 de Fevereiro.
Deve o seu nome à existência de um espécime de dessa árvore junto à estrada, que sobreviveu por várias décadas. O topónimo Nwamantbjana foi adoptado em 1982 quando a localidade se tornou uma aldeia comunal. Anteriormente, o local era conhecido como Dloti, o nome de um régulo.
A importância económica da Palmeira deriva de uma fábrica de descasque e processamento do arroz produzido no regadio do Chokwé, no vale do Limpopo, e que foi inaugurada em 1967. Outra actividade económica da povoação é a olaria, muita da qual é vendida ao longo da EN1.